# Raya (personagem)
Raya é uma personagem fictícia que atua como protagonista principal do 59º longa-metragem de animação do Walt Disney Animation Studios, Raya e o Último Dragão (2021). Criada pelos roteiristas e diretores Adele Lim e Qui Nguyen, ela é dublada pela atriz norte-americana Kelly Marie Tran, sendo a décima terceira princesa da franquia Disney Princesa.
Filha do chefe da tribo de Heart, Raya é uma princesa guerreira nomeada guardiã da Dragon Gem. Quando a gema é quebrada em pedaços, os monstros de placas conhecidos como Druun são libertados para ameaçar a terra de Kumandra e transformar todas as pessoas, incluindo o pai de Raya, em pedras. Ela logo viaja por Kumandra com o último dragão restante, Sisu, e Tuk Tuk, o híbrido tatu-tatu, para recuperar as peças de gemas e usar seu poder para derrotar os Druun, enquanto faz amigos ao longo do caminho. Raya também rivaliza com Namaari, que também é uma princesa guerreira da tribo rival Fang.
Raya recebeu uma resposta positiva da crítica por sua caracterização como uma protagonista feminina forte e independente e uma Princesa Disney não convencional. Tran também recebeu elogios por dar voz à personagem e foi indicada a vários prêmios de cinema.

## Desenvolvimento

### Conceito e Criação
Para o cenário de Raya e o Último Dragão, a Disney se inspirou nos países do Sudeste Asiático. O produtor Osnat Shurer disse que isso surgiu organicamente ao sentarmos juntos e discutirmos a história. Inicialmente, o filme foi concebido como uma história sobre um dragão, que foi combinada com uma ideia sobre uma região de fantasia composta por cinco reinos que formam a forma de um dragão e um desejo coletivo de apresentar uma forte guerreira como protagonista do filme. A decisão de focar em um dragão asiático resultou em Shurer organizando uma viagem para a equipe criativa visitar Laos, Indonésia, Tailândia e Malásia com o propósito de conduzir uma pesquisa cultural. Shurer observou que o Sudeste Asiático cobre uma vasta área de muitos países, mas que as pessoas compartilhavam os mesmos princípios, incluindo "uma história de mulheres poderosas" que ajudaram a moldar o mundo de fantasia que estavam criando.
Após a viagem de pesquisa, Osnan trouxe a bordo a roteirista Adele Lim, que nasceu na Malásia e expressou alegria pelo filme ter se inspirado em sua cultura. Ela queria que Raya incorporasse a tradição das guerreiras do Sudeste Asiático. Ao lado de Lim, seu co-roteirista, Qui Nguyen e os diretores Don Hall e Carlos López-Estrada também foram trazidos para se juntar à equipe de produção. O objetivo dos cineastas era celebrar a cultura e a diversidade do Sudeste Asiático por meio dos cinco reinos de Kumandra. López Estrada descreveu isso como "tradições muito diferentes, culturas muito diferentes, identidades muito diferentes" que se unem e se desenvolvem em um povo harmonioso após aprenderem a confiar uns nos outros. Em vez de tirar ideias de um lugar específico para criar a terra fictícia de Kumandra, a equipe se inspirou em muitas influências culturais nos países do Sudeste Asiático. Lim opinou que, embora haja muitas pessoas diferentes na região, "é maravilhoso por causa de todos esses elementos diferentes".
Além de fazer várias viagens de pesquisa para vários países do Sudeste Asiático, a equipe de produção colaborou com o Southeast Asian Story Trust, um grupo de especialistas culturais de diferentes origens que aconselharam sobre vários aspectos culturais do filme. A equipe de produção também sentiu que era importante escalar atores asiáticos e asiático-americanos para o filme, incluindo Awkwafina, que dá voz ao dragão Sisu.

### Personalidade
Raya é uma jovem obstinada, madura e sábia para alguém de sua idade. Ela é uma pessoa muito capaz e demonstra se adaptar facilmente às situações ao seu redor. Apesar de sua maturidade, ela mantém o senso de humor e ocasionalmente mostra um pouco de brincadeira quando tal momento se apresenta. Ela se preocupa profundamente com o pai e tem um forte apego emocional a certas pessoas que considera seus amigos. Sua maior falha é a incapacidade de confiar nos outros. Exceto Sisu, muitos de seus novos aliados são imediatamente considerados suspeitos ou sinistros aos seus olhos. Com o tempo, ela aprende a superar esses problemas e consegue ver quando alguém é realmente bom. Raya é uma pessoa muito focada e determinada a levar as coisas até o fim.

### Voz
Em 27 de agosto de 2020, Kelly Marie Tran foi escalada para interpretar Raya. No entanto seu elenco foi oficialmente anunciado ao lado de Awkwafina na D23 Expo em agosto de 2019, quando o projeto foi revelado, aonde a atriz canadense Cassie Steele foi originalmente escalada como dubladora de Raya. Mas, devido a mudanças criativas envolvendo o enredo do filme, ela acabou sendo substituída por Tran em agosto de 2020. Tran já havia feito o teste para o papel, mas tendo perdido, ficou surpresa ao receber uma ligação dizendo que havia conseguido o papel, descrevendo-o como "horrível". De acordo com o Walt Disney Animation Studios, a substituição foi feita pela necessidade de ter um tipo diferente de artista. Shurer explicou que a mudança de elenco foi necessária devido às mudanças feitas em Raya, o que significava que a voz de Steele não era mais adequada para o personagem.
Tran é a primeira atriz do Sudeste Asiático a assumir o papel principal em um filme da Disney. López Estrada e Hall ficaram surpresos com sua audição e sabiam que ela era perfeita para o papel. Hall disse que "ela é Raya — apenas sua alegria e positividade, mas ainda há uma força em Kelly e na personagem". Eles ficaram particularmente impressionados com sua comédia e habilidades de improviso, mas também pela profundidade de emoção que ela trouxe para a personagem. Depois de improvisar uma das cenas, os cineastas decidiram mudá-la para combinar com sua performance devido a ficarem muito impressionados com sua interpretação, que López Estrada disse "nos fez chorar". Na cena, Raya constrói um altar e depois de recitar uma oração ao dragão Sisu, ela fica tão emocionada que derrama lágrimas. Tran foi encorajada a interpretar a cena à sua maneira e, portanto, a cena final foi improvisada, divergindo da forma como havia sido escrita originalmente. Tran achou importante expressar seu desespero e disse que, enquanto outras personagens femininas fortes tendem a ser retratadas "quase masculinas a ponto de apagar a feminilidade", ela queria que Raya mostrasse vários lados de sua personagem. Para Tran, que já havia sido escalada para Star Wars: Os Últimos Jedi e foi submetida a assédio racista e sexista nas redes sociais por fãs, a cena foi seu caminho para o personagem de Raya. Ela sentiu que já havia visto o mundo através de óculos cor de rosa e, como Raya, havia retornado com mais experiência. Tendo sido fã da Disney na escola, foi uma oportunidade ideal para Tran, mas também foi uma forma de expressar sua herança. Ela disse que nunca havia expressado palavras em vietnamita antes e foi capaz de trabalhar com Nguyen na pronúncia de palavras em Kumandra.
Esse foi o primeiro filme da Walt Disney Animation Studios a ser produzido em casa devido ao impacto da pandemia de COVID-19. Isso significava que Tran, junto com os outros atores, dublou o personagem remotamente usando equipamento de gravação enviado para sua casa pelo departamento de tecnologia da Disney Animation. O problema de criar uma acústica adequada foi resolvido construindo uma tenda com cobertores acústicos em sua sala de estar. Brincando que não foi uma experiência glamorosa, Tran disse que seu namorado conseguiu construir a tenda para ela prendendo os cobertores nas paredes com fita adesiva e juntando os móveis. A criação de Raya foi um processo colaborativo envolvendo muitas discussões. Tran disse que usou suas próprias experiências como inspiração para o personagem: "Não serei capaz de ver onde termino e onde Raya começa, e vice-versa. Como uma vietnamita-americana, Tran comentou que em sua juventude nunca viu sua cultura representada em lugar nenhum e, portanto, sentiu que o filme apresenta a ideia de que qualquer um pode ser uma princesa ou guerreira sem levar em conta sua origem ou aparência. Ela descreveu Raya como uma "guerreira realmente durona e corajosa" e ficou satisfeita em trabalhar em um filme que tenta "inverter a narrativa sobre o que significa ser uma princesa".

### Caracterização
De acordo com Tran, muitas conversas iniciais sobre Raya giravam em torno do estabelecimento de uma personagem que não havia sido vista antes e para desafiar o conceito do que constitui uma "princesa" e um "herói". Nos estágios iniciais da produção, houve um desacordo no Walt Disney Animation Studios sobre se Raya poderia receber o título de Princesa Disney. Foi Lim quem insistiu que ela deveria, sendo da opinião de que uma princesa deveria ser capaz de liderar um reino. Ela disse que tendo crescido com Princesas Disney, como Branca de Neve, era significativo ver a Disney desenhar personagens de diversas culturas e ela queria que as meninas se vissem em Raya. Shurer disse que a Princesa Disney contemporânea é uma "personagem aspiracional", explicando que o estúdio pretendia retratar personagens como Raya e Moana de uma forma muito diferente das princesas anteriores, a fim de refletir os valores da equipe de produção. Lim sentiu que a luta de Raya para restaurar o reino quebrado é relevante para as crianças no mundo real, apesar de ser ambientada em uma terra de fantasia. Ela comentou que resolver os problemas da terra quebrada é uma tarefa difícil e que, mesmo que Raya seja traída e perca tudo, ela "tem que continuar se esforçando" para ter sucesso. Shurer comentou que ser uma heroína em um filme da Disney não define automaticamente a personagem como uma princesa, mas ela considerou a responsabilidade de ser uma líder em um mundo dividido tão importante para o sucesso de Raya quanto ser uma guerreira.
A equipe de produção decidiu criar o filme como uma fantasia de ação e aventura em vez de um musical ou um filme de princesa da Disney. Hall disse que, apesar de ser tecnicamente uma princesa por ser filha do Chefe do Coração, Raya está realmente focada em ser a Guardiã da Joia do Dragão, mas também é um "tipo de personagem guerreira aspiracional". Nguyen, que é vietnamita-americano, observou que Raya é a primeira princesa do Sudeste Asiático da Disney e disse que foi pessoalmente significativo ver uma personagem que "realmente me representava, nossa voz, nossa cultura". Para Lim, Raya representa a cultura de sua juventude. Tendo crescido com filmes de ação de Hong Kong, ela gostava de assistir "a garota gostosa, a garota má, a vilã", mas depois de imigrar para os Estados Unidos, ela percebeu que personagens femininas fortes em filmes de Hollywood dificilmente tinham um arco de história porque já eram retratadas como fisicamente perfeitas. Lim também comentou que o relacionamento de Raya com seu pai Benja é representativo da cultura de relacionamentos próximos em uma família do Sudeste Asiático e da enorme influência que seu pai teve em sua própria vida. Nguyen disse que a caracterização de Raya precisava ser realista e refletir o espírito das mulheres com quem ele cresceu. Observando que os personagens asiático-americanos no cinema eram frequentemente estereotipados como "estóicos, sérios, estranhamente obcecados em trazer honra à nossa família", ele disse que Raya foi escrita para ser "divertida", "brincalhona" e "inteligente". Em consulta com o Story Trust, a equipe de produção considerou vários nomes para sua heroína. Lim foi imediatamente atraído pelo nome Raya, explicando que na língua malaia significa "celebração" e "evoca este momento alegre em que as pessoas se reúnem em torno de muita comida".
Lim disse que a história de Raya foi inspirada anos antes da pandemia do Coronavírus pelo desejo de não ver crianças crescerem em um mundo onde as pessoas estavam divididas. Ela sentiu que era importante que Raya tivesse as ideias idealistas de seu pai sobre construir um mundo perfeito e ela crescesse querendo protegê-lo, mas quando seu coração é partido pela traição, ela ainda precisa ter esperança e continuar tentando unificar as pessoas. Lim também disse que o filme não aborda a protagonista feminina no contexto da luta contra não ser homem, mas simplesmente a coloca no mundo como uma igual. Ela disse que isso era necessário para resolver a história "sem se preocupar se você é uma mulher ou não". Nguyen disse que a equipe evitou criar uma história típica de uma "durão quieta", como a personagem The Bride interpretada por Uma Thurman em Kill Bill: Volume 1 e Kill Bill: Volume 2, porque não era identificável para crianças, então eles levaram um tempo desenvolvendo a personagem de Raya. Para sua caracterização, a equipe decidiu buscar inspiração em super-heroínas, mas descobriu que nenhuma tinha as qualidades que eles queriam incorporar ao personagem. Em vez disso, eles se inspiraram no personagem da Marvel, Senhor das Estrelas, devido ao seu caráter e humor diferenciados. Tran descreveu Raya como "vulnerável e triste", mas também "engraçada, espirituosa e sarcástica". Ela disse que Raya demonstra com sucesso vários tipos de bravura, incluindo habilidades de combate físico, mas também a capacidade de reconhecer quando sua raiva ou trauma está cegando seu julgamento e superando isso.
Tran disse que Raya sabe o que quer desde cedo, mas seu trauma muda sua visão do mundo e ela acaba lutando por suas crenças. Awkwafina sentiu que a amizade de Raya com Sisu é um equilíbrio de confiança, com Sisu sendo mais confiante do que Raya, que aprende que precisa ser menos desconfiada. Tran concordou que os dois personagens aprendem um com o outro, apesar de terem visões de mundo diferentes e, eventualmente, mudam um ao outro para melhor.
Shurer disse que, para estabelecer as três personagens femininas, eles analisaram os tipos de amizades femininas apresentadas no filme, mas encontraram pouca referência. Em vez disso, eles se inspiraram em amigos e "longas filas de mulheres fortes". Nguyen afirmou que o relacionamento de Raya e Namaari precisava de uma história complexa para dar mais profundidade à história, já que ambas as personagens são criadas para serem líderes, mas se tornam inimigas. O relacionamento de Raya com Sisu fornece a inspiração necessária para ajudá-la a se relacionar com seus inimigos. Lim explicou que Raya acredita erroneamente que, ao acordar Sisu, o dragão será a solução para consertar o mundo quebrado. Shurer disse que é realmente uma história humana sobre Raya e Namaari, que se veem como inimigas, mas também ficam intrigadas uma com a outra. Ela explicou que Sisu precisava morrer para que Raya e Namaari pudessem descobrir como consertar o mundo sem a magia do dragão: "A solução está entre nós. Temos que aprender a confiar umas nas outras e nos unir".
Para as cenas de combate, a equipe de produção se inspirou no cinema asiático, particularmente em filmes de ação do Sudeste Asiático. As três cenas de luta que ocorrem entre Raya e Namaari foram coreografadas de forma diferente e foram projetadas para ter um propósito específico para impulsionar a história e o desenvolvimento dos personagens. No início do desenvolvimento, a equipe conduziu pesquisas sobre artes marciais. Amy Smeed, chefe de animação, disse que com a experiência de Nguyen em artes marciais do Sudeste Asiático e a coreografia da coordenadora de dublês Maggie MacDonald, eles foram capazes de projetar o estilo de luta certo para os personagens. Ao colaborar com o Story Trust, a equipe foi capaz de garantir que as sequências de luta fossem autênticas e realistas. Assim, o estilo de luta de Raya é baseado na arte marcial indonésia Pencak silate no esporte de combate Muay Thai, enquanto seu estilo de armas é baseado na arte marcial filipina Arnis.

### Projeto
Nos estágios iniciais do design, a equipe de desenvolvimento visual criou designs para Raya e Sisu de forma independente, mas então decidiu que os dois personagens precisavam ser visualizados juntos. Shiyoon Kim, diretor de arte dos personagens, os desenhou como amigos saindo juntos com personalidades contrastantes, "uma estoica e a outra cômica". Isso foi no início do desenvolvimento da história, quando Raya foi criada como uma espadachim determinada e Sisu estava em forma humana e se recusou a cooperar. A relação antagônica entre os dois mudou mais tarde e Raya se tornou mais suave em personalidade.
A aparência de Raya passou por inúmeras mudanças durante o processo de design, pois ela precisava usar roupas baseadas em vestimentas tradicionais do Sudeste Asiático, mas também estar vestida com roupas não restritivas para cenas de luta. Smeed destacou que era necessário que Raya fosse ágil sendo uma guerreira. Além disso, seu penteado foi projetado para ser funcional, com duas tranças que mantêm sua visão clara. A equipe colaborou com o Dr. Steve Arounsack, professor associado de antropologia na California State University, Stanislaus como parte do Story Trust, que estava envolvido no design do chapéu de Raya, que tem o formato semelhante a um stūpa.
Raya é uma guerreira alta e atlética, mas os designers tiveram que equilibrar seu exterior resistente com seu caráter em camadas porque Hall sentiu que guerreiros são difíceis de se relacionar. Kim disse que a equipe queria que Raya tivesse uma aparência autêntica, então eles pesquisaram o Sudeste Asiático para alcançar especificidade cultural em suas características, como o formato de seus olhos e suas maçãs do rosto proeminentes. De acordo com a figurinista Neysa Bové, Raya originalmente seria vestida de couro, mas ela teria ficado muito quente no clima tropical de Kumandra. Eles decidiram dar a ela um tecido drapeado respirável e acabaram com um top sabai e calças dhoti combinados com uma jaqueta de couro e botas para dar a aparência realista de uma espadachim. O codiretor John Ripa comentou que uma capa com gola alta e um chapéu foram adicionados com o propósito de transmitir uma cobertura protetora que poderia ser gradualmente retirada conforme a história avança e seu personagem se desenvolve. Para representar Heart, sua terra de origem, dragões e gotas de chuva foram usados para decorar suas roupas, incluindo sua jaqueta e capa. Sua espada é uma versão fantástica de uma arma indonésia chamada kris, mas possui uma lâmina extensível como um chicote que lhe permite prender-se às coisas.

## Aparições

### Raya e o Último Dragão
Raya aparece pela primeira vez em sua juventude, testada por seu pai para o papel de Guardiã da Gema do Dragão, que dá os poderes de Sisu, e protege Heart dos Druun. Ela passa com sucesso e ganha o título. Chefe Benja convida as Terras Tail, Talon, Spine e Fang para participar de um banquete. Durante a festa, Raya faz amizade com a Princesa Namaari da Terra Fang. Eles imediatamente se unem e formam uma amizade estreita devido ao interesse comum em dragões. Namaari dá a Raya um pingente em forma de dragão. Em troca, Raya revela a Namaari a localização escondida da Dragon Gem, apenas para ser traída por ela. As outras nações logo chegam ao seu local e lutam pelo orbe. Como resultado, a Dragon Gem é quebrada em cinco pedaços e desperta o Druun. Durante a evacuação, Raya tem dificuldade em carregar seu pai ferido para um local seguro. Sabendo que eles não conseguirão, Benja se sacrifica para dar a Raya um pedaço do orbe e a joga da ponte no rio abaixo.
Seis anos depois, Raya está se aventurando pela Tail Land, na esperança de encontrar Sisu, o último dragão vivo que pode ajudá-la a salvar Kumandra e restaurar seu pai. Depois de procurar de rio em rio, Raya se depara com um antigo naufrágio bem no final do terreno. Ela faz oferendas e consegue despertar o dragão da água de seu longo sono. Sisu concorda em ajudá-la a encontrar as peças restantes da Dragon Gem. Raya e Sisu viajam em Tuk Tuk para a casa do chefe da Tail Land. Raya evita com sucesso todas as armadilhas colocadas dentro e remove cuidadosamente uma gema dos restos mortais do chefe, que morreu devido às suas próprias armadilhas. Namaari chega com seu exército, e o trio foge rapidamente para um barco chamado "The Shrimporium", de propriedade de um menino chamado Boun. O grupo então segue para Talon Land.
Chegando em Talon, Raya encontra um "con-bebê" chamado Noi e seus Ongis, que roubam os fragmentos da gema. Ela persegue os ladrões por todo o mercado e eventualmente os alcança. Com a ajuda deles, Raya consegue se infiltrar na casa do chefe de Talon, Dang Hu. Ela acidentalmente o confunde com outra pessoa e descobre que ele já se foi há muito tempo, com um novo chefe em seu lugar. O novo chefe engana Sisu para ficar presa aos Drunn se ela não revelar a localização das outras peças da Dragon Gem. Raya chega ao local, pega uma joia do cacique e resgata Sisu. Eles voltaram para o barco de Boun com Noi e seus Onjis e seguiram para Spine Land.
Na Spine Land, Raya e Sisu são capturados por um gigante formidável chamado Tong, o único sobrevivente de seu povo. Quando Namaari e seu exército chegam aos portões da frente, Raya implora a Tong para levar seus amigos para um lugar seguro enquanto ela ganha tempo com os inimigos. Seus amigos seguem o plano enquanto ela luta contra Namaari. A princesa Fang ganha vantagem durante a luta e está prestes a acabar com Raya até que Sisu salta e salva sua vida.
Raya finalmente revela o segredo de Sisu para seus amigos no barco, e eles concordam em trabalhar juntos para obter a peça final da Pedra do Dragão da Terra Fang. Raya planeja originalmente que a equipe se infiltre sorrateiramente no reino, mas ela é persuadida a seguir o plano de Sisu de fazer amizade com Namaari. Ela decide devolver o pingente de Namaari como presente e diz a ela para encontrá-la secretamente na floresta por meio de uma carta. À noite, Raya compartilha uma refeição com todos os seus amigos.
Na manhã seguinte, Namaari se encontra com Raya como prometido e apresenta a peça final da Dragon Gem, mas é traída novamente quando seu velho amigo puxa uma besta. Raya não consegue impedir Namaari de atirar uma flecha em Sisu, matando-a. Cego pela raiva, Raya vai sozinha até Fang e confronta Namaari. Ao ganhar vantagem, Raya percebe que sua raiva e falta de confiança causaram o caos na morte de Kumandra e Sisu, quando Namaari a questiona. Em vez disso, ela poupa a vida de Namaari e sai para ajudar seus amigos a evacuar os cidadãos de Fang para longe dos Druun. Com as peças da gema começando a perder força e os Druun se aproximando, Raya decide dar o primeiro passo. Ela dá sua gema para Namaari e se transforma em pedra. Seus amigos fazem o mesmo e se transformam em pedra ao lado de Raya. Namaari decide juntar todas as peças antes de ficar petrificado também. Depois que Dragon Gem recupera seu poder, Raya e todas as vítimas infectadas são trazidas de volta à vida. Com Sisu e os dragões devolvidos a Kumandra, Raya abraça seus amigos antes de voltar para casa.
Chegando de volta à Terra do Coração, Raya se reúne com seu pai, e os dois comemoram com as outras nações, enquanto Kumandra se une novamente.

### Once Upon a Studio
Raya aparece no curta-metragem Once Upon a Studio. Ela abre a porta para Mickey Mouse e diz a ele que os trabalhadores não estão lá fora, e mais tarde é vista na foto do grupo.

### Outras aparições
Raya aparece como um personagem jogável para desbloquear durante um tempo limitado no videogame de construção de mundo Disney Magic Kingdoms, adicionado em 2021 durante um evento por tempo limitado para promover o lançamento de Raya e o Último Dragão.
Uma versão alternativa de Raya aparece como personagem jogável no videogame de 2022 Disney Mirrorverse.
Em setembro de 2021, Raya fez sua estreia oficial nos Parques Disney no local de selfies Happy Circle da Disneylândia de Xangai. Começando com a celebração do Ano Novo Lunar em 2022, Raya fez sua estreia na América do Norte no Disney California Adventure, perto da área de recreação de Redwood Creek. Uma versão em boneca de Raya foi adicionada em 2022 como parte do novo final de It's a Small World, acompanhada por uma estrutura leve de Sisu.

### Mercadoria
Após o lançamento do filme, Raya foi introduzida na formação oficial das Princesas Disney como seu décimo terceiro membro. A Disney junto da Hasbro comercializou a personagem na forma de bonecas e conjuntos de figuras. Ela também foi recriada como uma figura Funko Pop!. Mais tarde, após a divulgação de que a Mattel iria produzir novamente os produtos das princesas, Raya ganha sua primeira boneca da franquia. Depois a franquia Princesa Disney, anuncia uma nova logo para a marca, e informa que Raya agora estará oficialmente em todos os produtos da franquia.

## Recepção
Zoë Rose Bryant da Loud and Clear Reviews elogiou a profundidade do personagem e o desempenho de Tran, dizendo que Tran deu a Raya "um espírito inspirador e emocionante (ao mesmo tempo) que também incorporava com eficiência toda a gama de suas emoções". Richard Roeper do Chicago Sun-Times elogiou Raya por continuar a tradição do século 21 de ser outra princesa da Disney que é "um modelo feminino forte e independente" e "uma jovem princesa guerreira". Peter Debruge da Variety também elogiou a personagem de Raya por representar uma nova forma de heroína da Disney: "forte, independente e mais intrépida do que os jovens que frequentemente desempenham esses papéis em filmes de ação ao vivo". Em sua crítica para o Los Angeles Times, Justin Chang escreveu que Tran dublou Raya com "coragem e determinação", ao mesmo tempo em que observou as semelhanças da personagem com heroínas do século 21, como Moana e Elsa, dizendo: "Raya tem mais do que romance ou mesmo autoatualização em sua mente", e também acrescentando que, "ao contrário delas, ela nem tem tempo para uma música". G. Allen Johnson do San Francisco Chronicle disse que Raya trouxe um "comportamento ardente e paixão justa" para a história do filme. Pete Hammond do Deadline comparou Raya a Mulan, observando que ambas eram "uma jovem mulher singular de grande força enfrentando forças impossíveis", mas sentiu que, ao contrário de Mulan, era revigorante ter um filme sem romance, o que ele achava ser uma forma moderna de retratar uma protagonista feminina. Glen Weldon da NPR chamou Raya de "a princesa Disney mais atraente, mais simpática e mais complexa da longa história da empresa", observando seus problemas de confiança, complexidade e caráter falho. Aja Romano da Vox descreveu Raya como uma "protagonista maravilhosa, facilmente uma das minhas princesas favoritas da Disney por uma milha", observando a semelhança com Korra da franquia Avatar: The Last Airbender, e elogiou sua rivalidade com Namaari.
O escritor do Den of Geek, David Crow, a apreciou por ser uma heroína que demonstra inteligência, humor e falhas e sentiu que era um grande salto da típica heroína da Disney que usa um vestido longo e precisa da ajuda de um ajudante masculino. Jeva Lange, do The Week, sentiu que Raya foi uma melhoria considerável nas tentativas anteriores da Disney de retratar personagens femininas fortes, que ela descreveu como "indutoras de constrangimento". Ela opinou que Raya "rompe até mesmo com os filmes de princesa mais progressistas que a Disney fez até agora" por não ter um interesse amoroso, como em Frozen e Brave, não ser acompanhada por um ajudante masculino "engraçado" ou receber "cenas condescendentes de 'poder feminino'". O redator da Forbes Scott Mendelson considerou a caracterização de Raya como "corajosa, forte, sedutora, espirituosa e no controle de seu próprio destino e seus próprios desejos", mas considerou essa representação de uma princesa Disney "não convencional" como a mesma fórmula da Disney desde A Pequena Sereia em 1989. Dale Bashir da IGN Sudeste Asiático descreveu Raya como uma "heroína muito durona", elogiando particularmente sua profundidade de emoção que varia de engenhosa a vingativa. Ele pensou que sua dinâmica com Namaari a diferencia de outras princesas da Disney como Elsa e Moana e a comparou a Adora e Catra na série She-Ra e as Princesas do Poder. Escrevendo para o Digital Spy, Gabriella Geisinger achou a caracterização de Raya "revigorante" não apenas por adicionar mais diversidade à linha de princesas da Disney, mas também por seu caráter diferenciado, particularmente seu cinismo e cautela com os outros.
Yvette Tan, escrevendo para a BBC, observou os elementos culturais do Sudeste Asiático do filme e que sua heroína incorpora vários elementos tradicionais do mundo real, incluindo usar um chapéu semelhante a um salakot, ter um ajudante chamado Tuk Tuk em referência a um riquixá e usar uma técnica de luta silat. Ela questionou se Raya poderia realmente incorporar o Sudeste Asiático e seus 670 milhões de habitantes. Shirley Li, escrevendo para o The Atlantic, apreciou que o filme era mais culturalmente autêntico do que os filmes anteriores da Disney, mas sentiu que o arco da história de Raya era vazio, descrevendo-a como uma "turista, pulando de reino em reino". Ela sentiu que a caracterização de Raya é uma representação superficial da pesquisa pancultural dos cineastas e que os esforços do filme para ser culturalmente autêntico "se tornam pouco mais do que uma fachada". Justine Calma, escrevendo para o The Verge, disse que Raya finalmente a fez se sentir vista como sudeste asiática, tendo crescido assistindo a filmes e televisão onde a representação asiática era rara. Kat Moon, da Time, descreveu a primeira princesa do Sudeste Asiático da Disney como um "momento marcante" para a representação, mas destacou que a recepção, especialmente na comunidade do Sudeste Asiático, foi mista devido às preocupações com a ampla representação da cultura do Sudeste Asiático no filme.
Tran também recebeu uma resposta positiva por dar voz à personagem. Brian Tallerico escreveu em sua crítica para RogerEbert.com que a dublagem de Tran trouxe "a mistura certa de vulnerabilidade e força" à personagem. Brian Truitt do USA Today também elogiou a escrita da performance de voz de Tran, "Ela navega bem pelos lados mais claros e sombrios da personagem, embora sua voz funcione muito melhor para a Raya mais velha do que para sua versão mais jovem”. Em sua crítica para o Hollywood Reporter, Inkoo Kang disse que Tran apresentou uma "performance perfeita" como Raya. Benjamin Lee escrevendo para o The Guardian comentou sobre como a "rigidez" da performance de Trans contrasta com a comédia de Awkwafina e gostou de suas trocas de idas e vindas. Hoai-Tran Bui do SlashFilm escreveu que Tran foi perfeita como Raya e ficou impressionada com a frieza de sua interpretação em contraste com a raiva que ela demonstra nas cenas de combate, que eram "cruas e desequilibradas". Bui sentiu que Raya seria "a princesa favorita da Disney para toda uma geração de crianças do Sudeste Asiático". David Fear, da Rolling Stone, sentiu que a representação do empoderamento feminino no filme era ainda mais potente com Tran dando voz à personagem.